# Beutelius reidi
Beutelius reidi (лат.) — вид жуков из семейства Ommatidae. Обитают в Австралии (обнаружены в 2020 году на северо-западе Нового Южного Уэльса). Назван в честь энтомолога Криса Рейда.

## Описание
Длина 5,7 мм. Длина тела в 2,8 раза больше ширины, тело несколько уплощенное, покрыто чёрно-белыми ребристыми щетинками. Голова выступающая и умеренно удлиненная. Облик сходен с Beutelius mastersi, но они четко различаются по форме апико-мезальной выемки, которая узко открыта у Beutelius reidi и широко открыта у Beutelius mastersi.